# Capitán Meza
Capitán Meza es un distrito situado en el Departamento de Itapúa. Fue fundado en 1907 por Don Federico Christian Mayntzhusen con el nombre de Yaguarasapá y elevado a la categoría de distrito en el Año 1955 también conocida como Madre de Distritos en el Nordeste de Itapúa. Al igual que otros distritos de Itapúa también cuenta con población de origen extranjera, sobre todo alemanes. Su economía está basada en la agricultura y cuenta con un puerto sobre el río Paraná,a su orilla se encuentra la histórica primera ciudad del Nordeste de Itapúa denominada Capitán Meza Puerto con paso fronterizo con la Provincia de Misiones de la República Argentina. Está ubicado a 80 km aproximadamente, de la capital departamental,  Encarnación (Paraguay)